# Sucha reka (obwód Szumen)
Sucha reka (bułg. Суха река) – wieś w Bułgarii, w obwodzie Szumen, w gminie Weliki Presław. W 2024 roku liczyła 86 mieszkańców.